# La Granada de Río-Tinto
La Granada de Río-Tinto (auch: La Granada de Riotinto) ist eine spanische Gemeinde (Municipio) in der Provinz Huelva in der Autonomen Region Andalusien. 2024 hatte die Gemeinde 244 Einwohner. Sie befindet sich in der Comarca Cuenca Minera.

## Geografie
La Granada de Río-Tinto liegt etwa 65 Kilometer nordnordöstlich von Huelva und etwa 70 Kilometer nordwestlich von Sevilla in einer Höhe von ca. 435 m. Der Río Odiel begrenzt die Gemeinde im Norden. 

## Bevölkerungsentwicklung
| Jahr      | 1970 | 1980 | 1990 | 2000 | 2010 | 2020 |
| Einwohner | 365  | 210  | 229  | 214  | 240  | 241  |

## Sehenswürdigkeiten
- Kirche Unser Lieben Frau (Iglesia de Nuestra Señora de la Granada) aus dem 18. Jahrhundert
- Rathaus

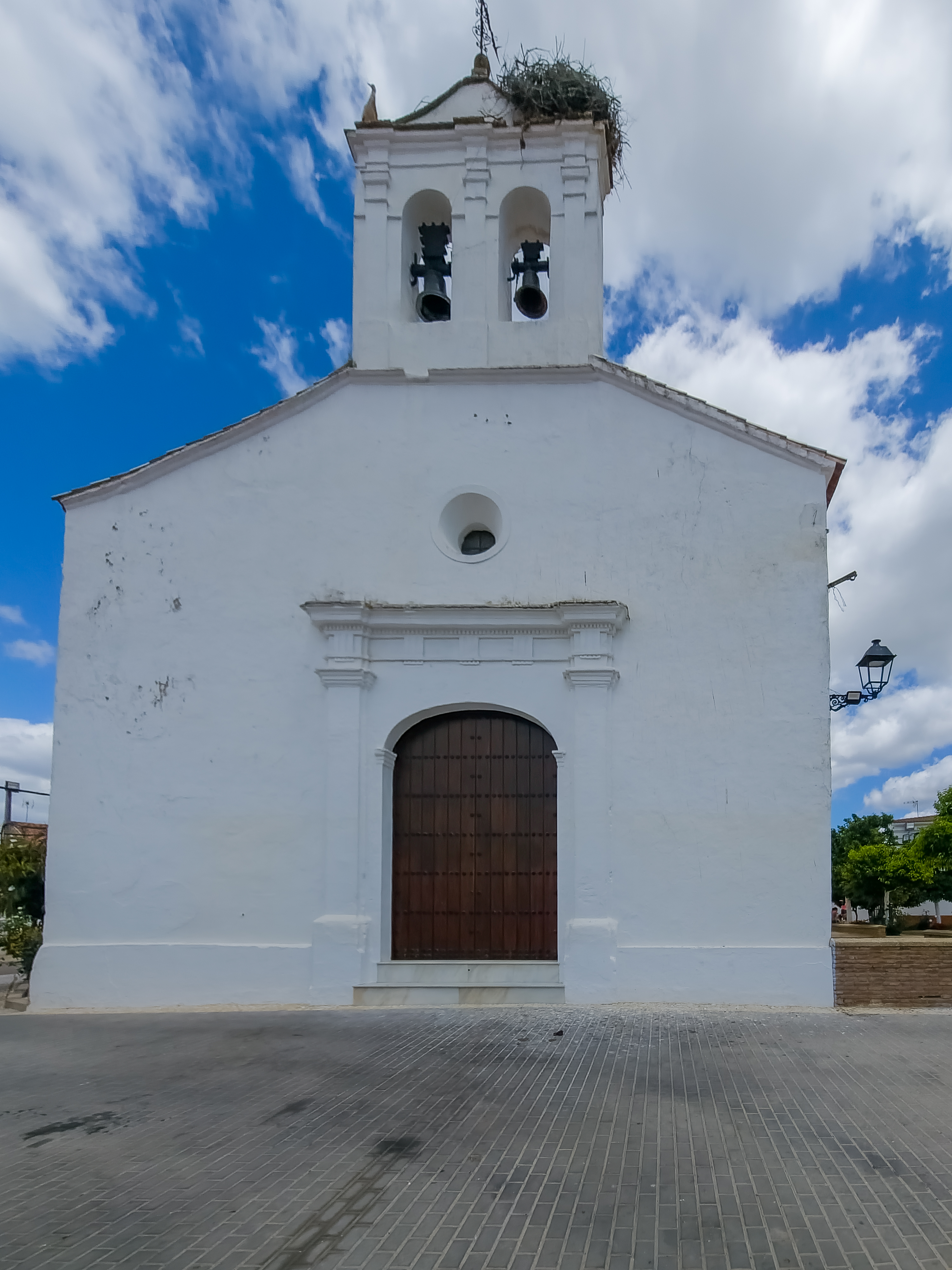
Kirche Unser Lieben Frau
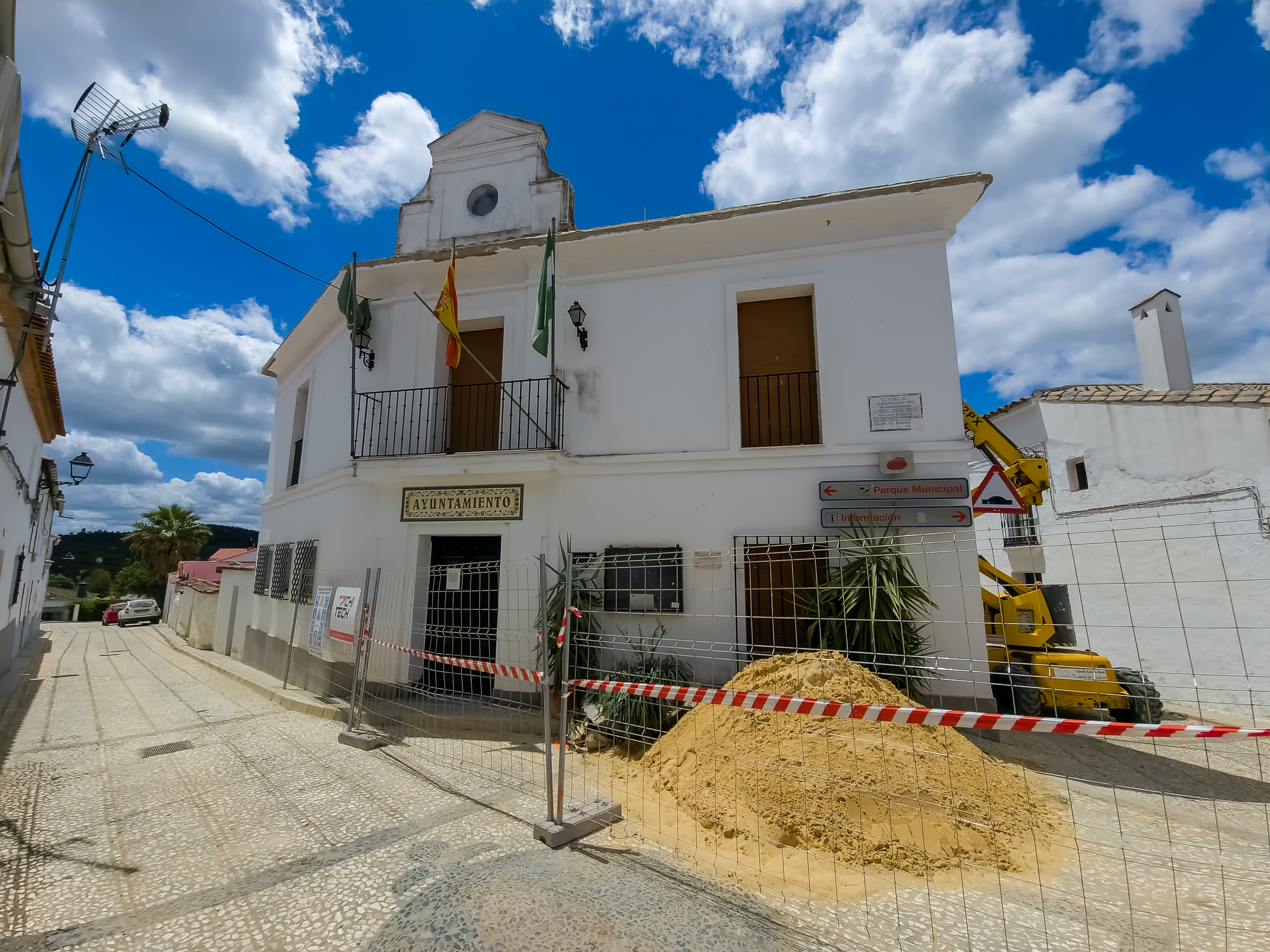
Rathaus